# Правобережна кампанія Самойловича і Ромодановського 1674 року
Правобережна кампанія 1674 — воєнні дії московських та українських військ під керівництвом лівобережного гетьмана Івана Самойловича та воєводи Григорія Ромодановського проти сил гетьмана Правобережної України Петра Дорошенка, спрямовані на поширення царської влади на Правобережну Україну.

## Передумови
З укладенням Бучацького мирного договору 1672 і визнанням урядом Речі Посполитої незалежності Української держави на правому березі Дніпра інтерес до поширення своєї влади на ці терени виявила Московська держава. Розпочати переговори з правобережним гетьманом П. Дорошенком щодо прийняття своєї протекції Москва доручила лівобережному гетьману І. Самойловичу. Однак Самойлович виступив противником таких переговорів, оскільки боявся втратити булаву.
Дорошенко погоджувався на царську зверхність при виконанні низки умов, зокрема при наданні збройної допомоги з боку Москви, об'єднанні обох гетьманств під однією булавою, збереженні козацьких вольностей та складанні царем Олексієм Михайловичем присяги на договорі, який мав бути укладений. Проте московський уряд вважав, що на кожному з берегів Дніпра повинен залишатися окремий гетьман, та відмовив у складанні царем присяги, хоча був згоден прийняти Правобережжя на правах, якими користувалася Лівобережна Україна. У ході подальших переговорів П. Дорошенко висував також вимоги виведення з Києва московської залоги, встановлення точної лінії кордону між козацькою Україною та Річчю Посполитою, створення 40-тис. найманого козацького війська для боротьби з османами. Москва не прийняла ці умови й наказала князю Г. Ромодановському та І. Самойловичу здійснити похід проти Дорошенка.

## Хід бойових дій
На початку лютого 1674 московсько-українське військо чисельністю 60—70 тис. осіб під керівництвом кн. Г. Ромодановського та І. Самойловича розпочало воєнні дії на Правобережжі, у ході яких були спалені населені пункти Воронівка, Боровиця, Бужин та ін., захоплені Черкаси, Канів і Корсунь. Очолюване Г. Дорошенком правобережне військо було розбите в бою під Лисянкою. В облогу був узятий Чигирин, але, оскільки здобути місто не вдалося, основні сили нападників повернулися на Лівобережжя.
Успішні воєнні дії нападників призвели до згоди значної частини старшини і козаків правобережних полків прийняти протекцію Москви. 27 березня 1674 в Переяславі відбулася рада, на якій було обрано гетьманом обох боків Дніпра І. Самойловича. За умовами укладеного на раді договору цар зобов'язувався обороняти Правобережжя від османів, кримських татар та інших ворогів, передбачалося створення 20-тис. козацького реєстру, збереження козацьких прав і вольностей, таких же, якими користувалися лівобережні козаки, старшині заборонялося підтримувати відносини з іншими державами (див. Переяславські статті 1674). На цій же раді М. Ханенко склав гетьманські клейноди. Після ради населення правобережних полків присягнуло цареві Олексію Михайловичу. У липні 1674 українсько-московські війська знову переправилися на Правобережжя. Захопили Жаботин, Суботів, Крилів, Воронівку й наприкінці місяця взяли в облогу Чигирин.
Бажаючи відновити свою владу на Правобережжі, воєнні дії розпочала Османська імперія. Спочатку в середині липня 1674 туди вступили татари й окремі османські підрозділи, а за ними рухалося османське військо на чолі із султаном Мегмедом IV. На своєму шляху ці сили захопили й знищили Косницю (нині с. Кісниця Крижопільського району Вінницької обл.), Ямпіль, М'ясківку, Вінницю та ін. міста. Не наважуючись на протистояння з османами, князь Г. Ромодановський та І. Самойлович 10 серпня 1674 зняли облогу Чигирина й відійшли на Лівобережжя. Надалі османи здобули Ладижин (нині місто Вінницької обл.) і Умань. При поверненні, яке розпочалося в середині вересня 1674, османське військо завдало значних збитків населенню, зокрема постраждали Тростянець, Бершадь, Маньківка, Тульчин, Мале Полонне. Усе це призвело до масового переселення мешканців Правобережжя на Лівобережжя та Слобожанщину.

## Наслідки походів
Надалі нові страждання населенню та погіршення політичного становища П. Дорошенка принесли вторгнення військ Речі Посполитої на чолі з королем Яном III Собеським у Брацлавщину, основні міста якої були ними опановані до середини листопада 1674, воєнні дії османських військ у напрямку Львова в червні—жовтні 1675. Врешті, коли П. Дорошенка стали залишати козаки та старшина, він був вимушений присягнути на вірність царю Олексію Михайловичу, що сталося 20 жовтня 1675 в Чигирині в присутності запорожців, очолюваних кошовим отаманом І. Сірком. Оскільки цей акт не був визнаний Москвою, у вересні 1676, після появи сил князя Ромодановського та Самойловича під Чигирином, П. Дорошенко здав гетьманські клейноди та присягнув цареві Федору Олексійовичу в їхньому таборі.